# باکو ساهاکیان
باکو ساهاکیان (ارمنی: Բակո Սահակյան؛ زادهٔ ۳۰ اوت ۱۹۶۰) یک سیاست‌مدار اهل ارمنستان است. وی چهارمین رئیس جمهور جمهوری آرتساخ می‌باشد.